# Semiothisa praeatomata
Semiothisa praeatomata är en fjärilsart som beskrevs av Adrian Hardy Haworth 1809. Semiothisa praeatomata ingår i släktet Semiothisa och familjen mätare. Inga underarter finns listade i Catalogue of Life.